# Ariel Beck
Ariel Beck (Deer Lodge, 16 de setembro de 1990) é uma lutadora de artes marciais mistas estadunidense, que atualmente compete na categoria peso-mosca-feminino do Ultimate Fighting Championship.

## Antecedentes
Beck começou sua carreira numa aula de boxe & fitness, quando estava na faculdade. Ela, inicialmente, lutou boxe por três anos, antes de fazer a transição para o MMA. Beck ganhou a medalha de bronze do USA National de boxe amador, em 2011 e 2012. Beck só frequentou a faculdade por um ano, antes de prosseguir sua carreira no mundo da luta. Também fez cursos online para relatórios judiciais/subtítulos, mas tinha quebrado a mão e não conseguiu terminar a faculdade. Assim, decidiu concentrar-se totalmente na sua carreira antes de tentar qualquer outra faculdade. Beck teve muitos trabalhos diferentes, alguns ao mesmo tempo. Já foi assistente de veterinária, garçonete, salva-vidas, vaqueira, assistente de ginástica, e também ajuda o seu irmão a patrocinar uma loja de maconha medicinal.

## Carreira no MMA
Depois da carreira amadora, na qual produziu um cartel de 1-1, Beck fez sua estreia profissional no MMA em maio de 2014. Composta por organizações locais nos Estados Unidos, Beck compilou um cartel de 4-4, antes de se juntar ao elenco do The Ultimate Fighter 26, em meados de 2017.

### The Ultimate Fighter
Em agosto de 2017, foi anunciado que Beck fora uma das lutadoras selecionadas para participar do The Ultimate Fighter: A New World Champion.
Em sua primeira luta no reality show, Beck enfrentou a veterana Montana De La Rosa. Ela perdeu a luta por finalização no primeiro round.

### Ultimate Fighting Championship
Beck lutou no The Ultimate Fighter 26 Finale, em 1 de dezembro de 2017, contra Shana Dobson. Dobson levou vantagem contra Beck no primeiro round. Entretanto, foi no segundo assalto que ela conseguiu definir o confronto. A atleta acertou um forte soco na linha de cintura de Beck que, em efeito retardado, acusou o golpe e se encolheu no chão do octógono. Foi o golpe de misericórdia, que definiu a vitória de Dobson por nocaute técnico, aos 2m53s da segunda parcial.

## Cartel no MMA
| Cartel no MMA       |            |            |
| 9 lutas             | 4 vitórias | 5 derrotas |
| Por nocaute         | 2          | 1          |
| Por finalização     | 0          | 2          |
| Por decisão         | 1          | 2          |
| Por desqualificação | 1          | 0          |

| Res.    | Cartel | Oponente         | Método                       | Evento                                            | Data       | Round | Tempo | Local                  | Notas                                                                 |
| ------- | ------ | ---------------- | ---------------------------- | ------------------------------------------------- | ---------- | ----- | ----- | ---------------------- | --------------------------------------------------------------------- |
| Derrota | 4-5    | Shana Dobson     | Nocaute Técnico (socos)      | The Ultimate Fighter: A New World Champion Finale | 01/12/2017 | 2     | 2:53  | Las Vegas, Nevada      | Estreia no UFC.                                                       |
| Derrota | 4-4    | Kathina Lowe     | Decisão (unânime)            | LFC 63 - Legacy Fighting Championship 63          | 02/12/2016 | 3     | 5:00  | Tulsa, Oklahoma        | Peso casado (130 lbs).                                                |
| Derrota | 4-3    | Rachael Ostovich | Decisão (dividida)           | Invicta FC 17: Evinger vs. Schneider              | 07/05/2016 | 3     | 5:00  | Costa Mesa, Califórnia |                                                                       |
| Vitória | 4-2    | Shawna Anderson  | DQ (golpes ilegais)          | FightForce - Billings Battle 5                    | 19/03/2016 | 2     | 3:00  | Billings, Montana      |                                                                       |
| Derrota | 3-2    | Andrea Lee       | Finalização (chave de braço) | LFC 49 - Legacy Fighting Championship 49          | 04/12/2015 | 3     | 4:22  | Shreveport, Louisiana  | Estreia no peso-mosca; Pelo Cinturão Peso-Mosca-Feminino Vago do LFC. |
| Vitória | 3-1    | D.J. Morrison    | Nocaute Técnico (socos)      | FightForce - Butte Brawl 18                       | 25/04/2015 | 1     | 2:30  | Butte, Montana         |                                                                       |
| Vitória | 2-1    | Jessica Diaz     | Nocaute Técnico (socos)      | Dakota FC 20 - Winter Brawl 2015                  | 24/01/2015 | 1     | 0:40  | Fargo, Dacota do Norte |                                                                       |
| Vitória | 1-1    | Angela Hayes     | Decisão (unânime)            | FightForce - Butte Brawl 17                       | 06/12/2014 | 3     | 5:00  | Butte, Montana         |                                                                       |
| Derrota | 0-1    | Emily Corso      | Finalização (mata-leão)      | ICF - Intense Championship Fighting 13            | 16/05/2014 | 1     | 1:28  | Great Falls, Montana   | Estreia no MMA.                                                       |

### Cartel noTUF 26
| Res.    | Cartel | Oponente           | Método                  | Evento                                     | Data                  | Round | Tempo | Local             | Notas           |
| ------- | ------ | ------------------ | ----------------------- | ------------------------------------------ | --------------------- | ----- | ----- | ----------------- | --------------- |
| Derrota | 0-1    | Montana De La Rosa | Finalização (mata-leão) | The Ultimate Fighter: A New World Champion | 13/09/2017 (exibição) | 1     | 2:52  | Las Vegas, Nevada | Luta Preliminar |